# Rachmaninovs pianokonsert nr 2

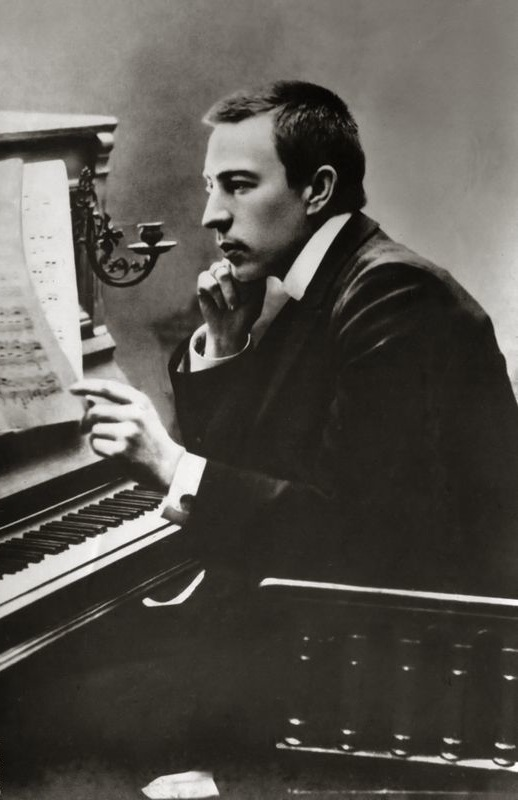
Rachmaninov tidigt 1900-tal

Rachmaninovs pianokonsert nr 2, opus 18, är en konsert för piano och orkester komponerad av Sergej Rachmaninov från hösten 1900 till april 1901. Den andra och tredje satsen framfördes första gången den 2 december 1900 med kompositören som solist. Konserten i sin helhet uruppfördes den 9 november 1901, också denna gång med kompositören som solist. Rachmaninovs kusin Alexander Siloti var dirigent vid premiären.
Konserten är ett av Rachmaninovs mest populära verk, och etablerade honom som berömd konsertkompositör.

## Bakgrund
Trots att Rachmaninovs första symfoni i dag betraktas som ett betydelsefullt verk blev den, vid premiären 1897, hånad av samtidens kritiker. Nedslagen av problem i sitt privatliv drabbades Rachmaninov av en depression som varade i flera år. Hans andra pianokonsert bekräftade tillfrisknandet från klinisk depression och skrivblockering, som hade botats av en kur hypnoterapi. Konserten var tillägnad Nikolai Dahl, en läkare som hade bidragit mycket till att återställa Rachmaninovs självförtroende.

## Komposition
Verket består av tre satser och besättningen är två flöjter, två oboer, två klarinetter i B♭ (första satsen) och A (andra och tredje satsen), två fagotter, fyra horn i F, två trumpeter i B♭, tre tromboner (två tenor-, en bas-), tuba, pukor, bastrumma, cymbaler, solopiano, och stråkar. 

### Moderato: c-moll

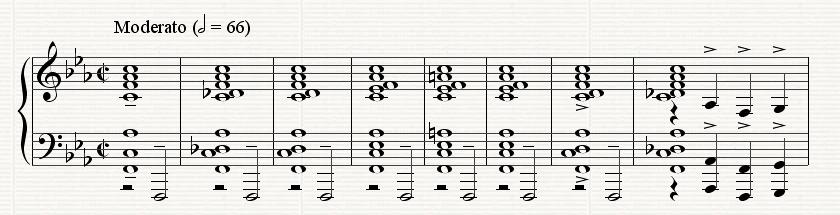
De första åtta takterna i konserten

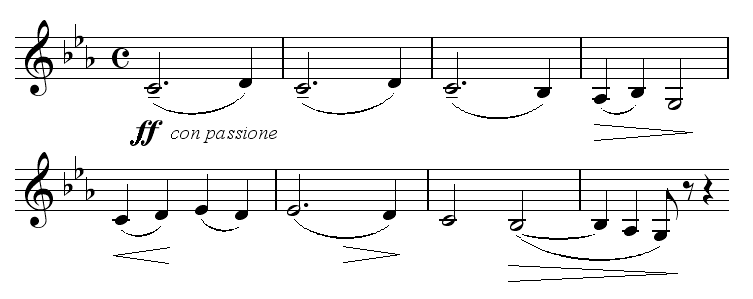
Huvudtemat som först spelas av de två violinsektinerna, violasektionen och förstaklarinetten

Den första satsen börjar med ett intro på pianot innan introduktionen av huvudtemat. I den här första sektionen bär orkestern melodin, som är karaktäristiskt rysk, medan pianot ackompanjerar med snabba pendlande arpeggion. Efter presentationen av det långa första temat följer en snabbare övergång efter vilket det lyriska andra temat, i E♭-dur, presenteras.
Den upprörda och instabila utvecklingen lånar motiv från båda teman och byter därmed tonart väldigt ofta och ger melodin till olika instrument medan en ny musikalisk idé långsamt tar form. Musiken bygger gradvis upp ett klimax som om de första takterna skulle upprepas, men i rekapituleringen presenteras temat på ett annorlunda sätt jämfört med första gången.
Medan orkestern återger det första temat framför pianot, som vid den första presentationen hade haft en ackompanjerande roll, det marschliknande tema som delvis presenterades i utvecklingen, med en betydande förskjutning av expositionen då huvudtemat framfört av orkestern har ändrats till att vara ackompanjemang. Detta följs av ett pianosolo som leder in i en sjunkande kromatisk passage och sammanfattas med ett kusligt solo av ett valthorn. Härefter är de sista minuterna i stycket fridfulla till de dras in i en upprörd coda, och satsen avslutas i ett fortissimo i c-moll.

### Adagio sostenuto – Più animato – Tempo I: c-moll → E-dur
Den andra satsen börjar med en serie av långsamma ackord av stråkarna vilka byter tonart från c-moll som användes i den förra satsen till E-dur i den här satsen. Pianot gör entré genom att spela en enkel arpeggiofigur, som hade komponerats redan 1891 till öppningen av Romans från två stycken för sex händer. Huvudtemat initieras av flöjten, varefter det utvecklas av ett omfattande klarinettsolo. Motivet passas mellan pianot och andra solister innan musiken accelererar till ett kort pianocentrerat klimax. Originaltemat repeteras och avklingar och satsen avslutas med solopiano i E-dur.

### Allegro scherzando: E-dur → c-moll → C-dur
Den tredje satsen inleds med en kort orkestral introduktion som ändrar tonart från E-dur (den andra satsens tonart) till c-moll varefter ett pianosolo leder till presentationen av det upprörda första temat. Efter det ursprungliga snabba tempot och musikaliska dramatik upphör introduceras ett lyriskt tema av oboen och violor. Det här andra temat bibehåller motivet från den första satsens andra tema. En lång period av utveckling åtföljs av en avsevärd spänningsuppbyggnad. Nära slutet upprepar Rachmaninov det andra temat med ett ljudligt fortissimo av orkestern. Efter detta dras stycket mot ett slut genom en extatisk coda och avslutas i C-dur.
|  |
|  |

## Härledda verk
Temat Adagio sostenuto uppenbarar sig i Eric Carmens ballad All by Myself från 1975. Carmen komponerade först låtens mellanspel och tog sedan bryggan från Rachmaninov och refrängen från sin egen låt Let's Pretend. Carmen förklarade att Rachmaninov var hans "favoritmusik".
Det andra temat Allegro scherzando utgör grunden för Frank Sinatras Full Moon and Empty Arms från 1945.

## På film
- Konserten har en betydande roll i David Leans film Kort möte från 1945.
- Den utgör huvudtema i Frank Borzages film Kärlekens symfoni från 1946. Den spelas genom hela filmen från ett soundtrack av Arthur Rubinstein.
- Den har en betydande roll i William Dieterles film Det var på Capri från 1950. Vid några tillfällen blandas den första satsens huvudtema med Kurt Weills September Song.
- Den var framträdande i filmen Rapsodi från 1954, regisserad av Charles Vidor, i egenskap av framförandestycke för en blivande pianovirtuos, James Guest (skådespelare John Ericson). I filmen var medverkade bland andra Elizabeth Taylor och Vittorio Gassman.[8]
- Den användes i Billy Wilders film Flickan ovanpå från 1955.
- Den förekom i korthet i den sovjetiska filmen Vesna na Tsaretjnoj ulitse (ungefärlig översättning: Vår på Tsaretjnojgatan) med en radioutsändning framförd av Lev Oborin.[9]
- Den hörs i korthet i George Roy Hills film Ta't piano Henry Orient från 1964.
- Den har en betydande roll i både den japanska animéfilmen från 2007 och den prisbelönta TV-versionen 2008 Nodame kantâbire.
- Den har en framskjuten roll i Clint Eastwoods film Livet efter detta från 2010.

### Översättning
- Artikeln är helt eller delvis baserad på en artikel på ¨engelskspråkiga Wikipedia.